# Achondrostoma occidentale
Achondrostoma occidentale е вид лъчеперка от семейство Шаранови (Cyprinidae). Видът е застрашен от изчезване.

## Разпространение
Разпространен е в Португалия.

## Описание
На дължина достигат до 9,5 cm.